# Batalla de Corrin
La Batalla de Corrin es un evento importante en la historia del universo ficticio creado por Frank Herbert en su serie de novelas Dune. Según los apéndices del primer libro de la Saga, es la "batalla espacial de la cual tomó su nombre la Casa Imperial de los Corrino. La batalla, librada en las inmediaciones de Sigma Draconis en el año 88 B.G., determinó la subida al poder de la Casa reinante en Salusa Secundus" (Herbert, F.; Terminología del Imperio, en Dune; Ultramar Editores, 1982).
Sin embargo, Frank Herbert sólo hace alusiones más o menos vagas que no permiten conocer el desarrollo exacto del hecho. En el año 2004, el hijo del autor, Brian Herbert, publicó un libro titulado La batalla de Corrin, en que se narra con detalle el combate y los hechos que se relacionan con él. 
Esta Batalla es librada entre "Las Máquinas" o seres de inteligencia artificial, y los humanos. Otros personajes mencionados en el libro son los "Cimek" o robots con cerebro de humano y los Titanes ambos comparten el cerebro y la originalidad de una personalidad humana. Los titanes originales fueron los autores intelectuales de la destrucción del Imperio Antiguo. 

## Trasfondo

### Introducción
En el Imperio Antiguo, que comprendía según el autor 10 000 o más mundos, los humanos se habían expandido y habían usado a las máquinas robots con inteligencia artificial (I.A.) como sirvientes esclavos. 
Tras varios milenios de paz y de estancamiento, de un profundo dormir del humano como aventurero, un grupo de ambiciosos jóvenes, viendo la desidia y el acomodamiento de los humanos en muchos aspectos de su vida, se organizaron y trazaron planes para alzarse con el control del Imperio. Para ello, Barbarroja (futuro nombre del "Titán") reprogramó las redes informáticas con nuevas características para ser más agresivas y ambiciosas; así se hicieron con el control de todas las computadoras y máquinas inteligentes y pudieron conquistar el Imperio por sola volición y organizarlo en señoríos.
Pero no todos los humanos habían caído en manos de los llamados "Titanes". Algunos, agrupados en la periferia del Imperio, habían formado una Liga de Nobles y Planetas, dedicados por completo a defender los pocos mundos humanos libres.

### Conflicto

#### Titanes
Este grupo de jóvenes ambiciosos determinaron que para un control efectivo del Imperio su tarea requeriría muchos años, más de los que un cuerpo humano podría soportar. Por ello, a medida que la vejez con todos sus inconvenientes les iba acechando, tomaron una decisión drástica: trasplantar sus cerebros a máquinas, prescindiendo de sus cuerpos. Así, uno a uno - comenzando por el futuro Agamenón - los Titanes fueron trasplantando sus cerebros en contenedores con un líquido nutritivo especial que los mantendría con vida durante milenios. Además, de esta forma podían usar diferentes cuerpos mecánicos intercambiables. Fueron llamados "Cimek".

#### Los Planetas Sincronizados
Después de su trasplante de cerebro, el Titán Jerjes no dedicaba la necesaria atención a sus tareas, delegando más y más en sus serviles ordenadores, hasta el punto en que dio demasiado protagonismo y participación en las tomas de decisiones a la red informática. 
Esta entonces tomó el poder a su cargo al ver que los humanos eran ineficientes y, como un virus, lanzó una nueva ola de conquista. En poco tiempo el imperio de los denominados "Titanes" había caído, y tanto humanos como Titanes, fueron forzados a ser esclavos o servir en la burocracia. 
La supermente artificial surgida de esta rebelión, autodenominada Omnius, consideraba a los humanos útiles para ciertas tareas y por ello no fueron exterminados.
Los planetas en los cuales Omnius tomó el control, pasaron a denominarse "Planetas Sincronizados": cada uno poseía una copia de Omnius que cada cierto tiempo recibía actualizaciones del resto de "versiones" de Omnius, compartiendo los conocimientos adquiridos entre ellas y sincronizándose de esta manera.
Mientras tanto, sólo los mundos libres oponían resistencia a la conquista de Omnius.

#### El despertar de la humanidad
La vida de la humanidad transcurre en los subsiguientes siglos en un tira y afloja constante en la lucha contra las máquinas. 
Estas conquistan poco a poco nuevos mundos libres para engrosar su lista de planetas sincronizados, mientras la humanidad vive una existencia a la expectativa del próximo ataque de las máquinas.
Determinados acontecimientos, propiciados por los Cimek en su afán de conquista, empiezan a encender la llama de la rebelión en los humanos y les llevan a plantearse que estar a la defensiva no terminará la guerra.
De forma inesperada, Serena Butler (hija del virrey de Salusa Secundus, planeta capital de la Liga de Nobles), escapa a uno de los recientes planetas conquistados por Omnius, Giedi Prime. 
Su intención es la de ayudar a la población y forzar una intervención militar (al ser ella hija del virrey de Salusa Secundus y su novio un importante jefe militar de la Liga de Nobles, confía en que irán a rescatarla) esperando que la flota de la humanidad libre vaya a rescatarla y, de paso, liberar el planeta.
Tal como ella espera, su novio acude en su ayuda con la flota y nuevas armas (humanas y mecánicas) desconocidas por las máquinas. Su plan termina con éxito, pero ella es capturada y trasladada a la Tierra. 
Acontecimientos ocurridos en el planeta propiciaron que la humanidad decida pasar a la ofensiva de forma definitiva.

### Resolución
Después de grandes batallas y de la Yihad religiosa precipitada por la muerte de Manion, hijo de la noble diputada Serena Butler, la Batalla de Corrin se centra en el Planeta Corrin, el último mundo robótico controlado por una encarnación de Omnius, en la que la humanidad vence triunfante y con gran derrame de sangre destruye a su más feroz contrincante. 
La Batalla finaliza una Era y empieza otra, ya que en ella se usan por primera vez las máquinas Holtzman para "doblar" el espacio y también es fundada la familia real "Corrino". La cual dominará el Trono Imperial por los próximos 10 000 años hasta la venida del mesías Muad'Dib. 
Con la Batalla termina el dominio de las máquinas (aunque ciertas citas de la Yihad Butleriana y de Dios Emperador de Dune hacen plausible pensar que las máquinas no hubieran sido totalmente aniquiladas y aún puedan existir en confines remotos del universo). 
En efecto, por ley secular y religiosa, es suprimido y abolido cualquier intento de imitar las capacidades humanas por medio de máquinas. 
Así, los Mundos Ix y Tleilaxu cuelgan peligrosamente en la cuerda con sus creaciones de carácter mecánico y biológico innovador.

## Conclusión
El dolor, la esclavitud, el sanguinario comportamiento, las plagas nanomecánicas, las batallas, masacres y atrocidades cometidas por robots contra humanos, crea tal aversión hacia las máquinas pensantes, que en el libro Dune, cronológicamente situado 10 000 años después de la terrible guerra, el concepto de "máquina pensante" es un tabú castigado con la muerte y de hecho codificado en la Ley Imperial y en el Concilio Ecuménico de Religiones. 
Y se muestra como primer versículo en la edición primera de la "Biblia Naranja Católica": No harás una máquina a semejanza de la mente humana

## Datación de la batalla
Según la información en el libro original de Frank Herbert, la Batalla de Corrin tuvo lugar en el año 88 B.G.; esto es, Before Guild (Antes de la Cofradía, conforme el Calendario Imperial basado en el monopolio de la Cofradía Espacial).
Siempre conforme Terminología del Imperio (en el primer libro de la saga), la Yihad Butleriana transcurre entre el 201 B.G. y 108 B.G.; por ende, dicha guerra habría concluido 20 años antes de la batalla.